# Plusiodonta conducens
Plusiodonta conducens är en fjärilsart som beskrevs av Walker 1857. Plusiodonta conducens ingår i släktet Plusiodonta och familjen nattflyn. Inga underarter finns listade i Catalogue of Life.